# Cumulonimbus calvus
Cumulonimbus calvus is een wolkensoort en is onderdeel van een internationaal systeem om wolken te classificeren naar eigenschap volgens de internationale wolkenclassificatie. Cumulonimbus calvus komt van het geslacht cumulonimbus, met als betekenis gestapelde regenbrenger en de term calvus betekent kaal. Ze behoren tot de familie van verticaal ontwikkelde wolken.

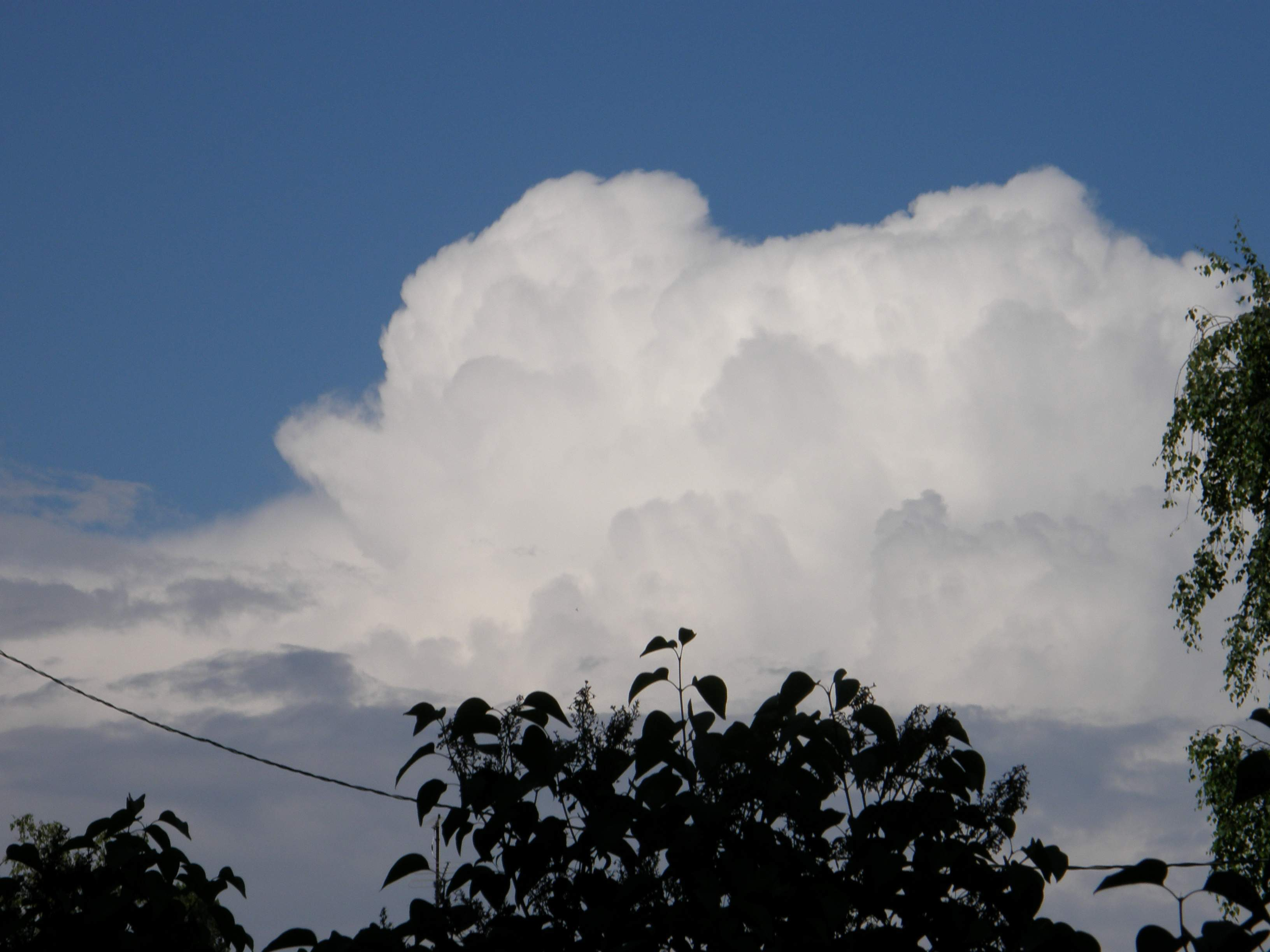
Cumulonimbus calvus, zonder duidelijke toppen
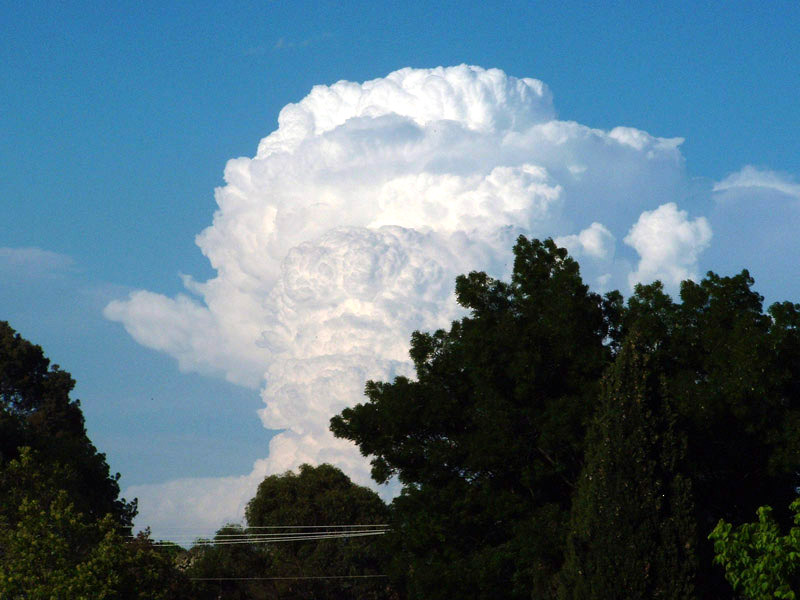
Cumulonimbus calvus, met vervagende toppen
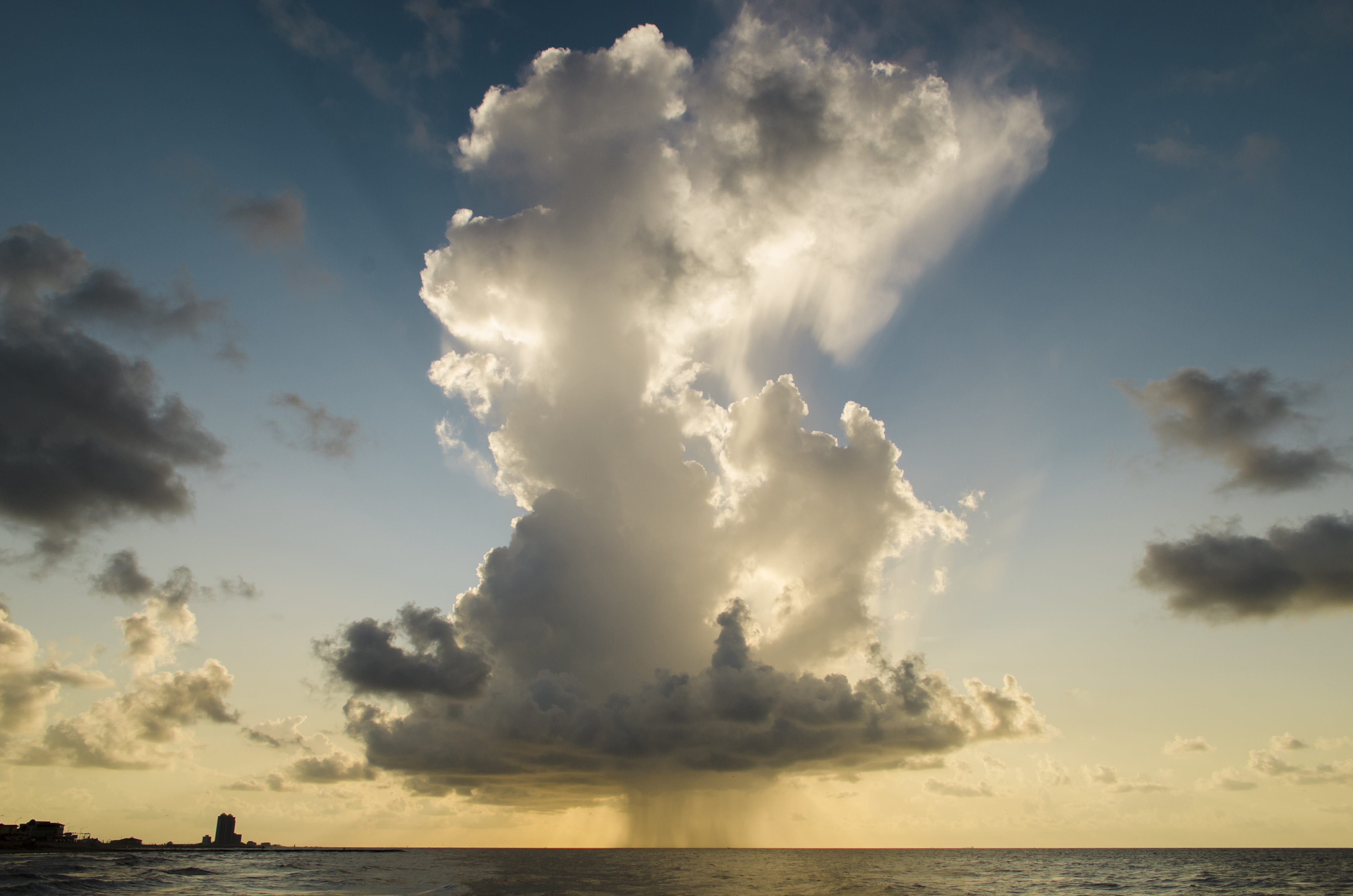
Cumulonimbus calvus cloud de golf van Mexico